# Faute technique
Pour les articles homonymes, voir Faute.

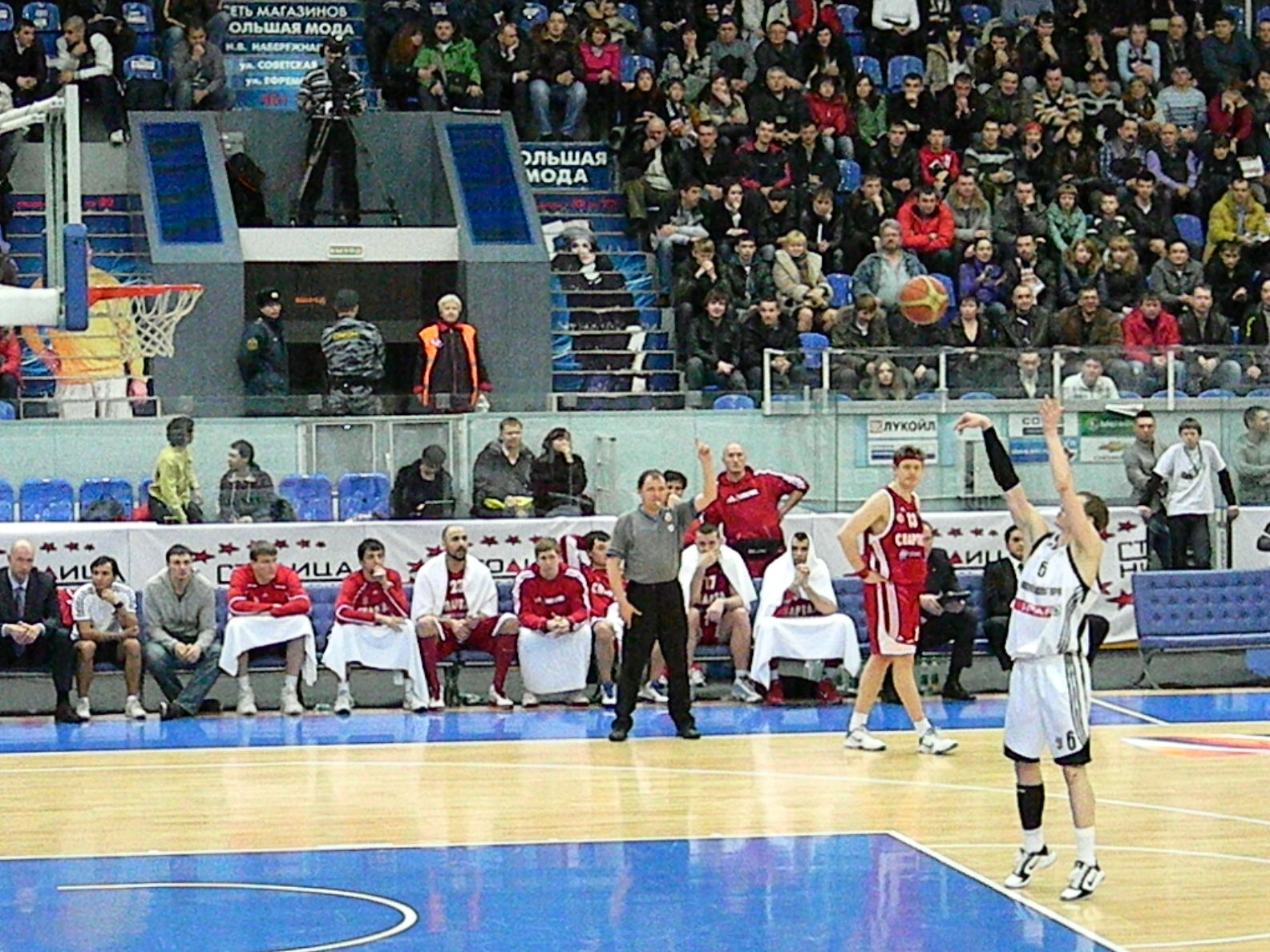
Andrei Ivanov, tirant un lancer franc après une faute technique

Au basket-ball, une faute technique est commise lorsqu'un joueur ou entraîneur viole certaines règles, le plus souvent après contestation d'une décision des arbitres. Mais il existe de nombreux autres cas comme un remplacement non réglementaire, une provocation, le fait de retarder le jeu, de lancer le ballon dans les tribunes ou en touche volontairement... En fait, toute action qui ne correspond pas à un esprit de sportivité et de fair-play mais qui n'est pas un contact entre deux joueurs dans le jeu doit être considéré comme une faute technique.
Dans les règles de la FIBA, une faute technique est sanctionnée par un lancer franc, suivi par une remise en jeu pour l'équipe qui avait la possession avant la faute et à l'endroit où le jeu a été interrompu. Si la faute technique est sifflée avant l'entre-deux initial, le match commence par le lancer franc, puis par l'entre-deux. En cas de deux fautes techniques personnelles ou d‘une faute technique et une faute antisportive au cours du même match, un joueur est expulsé. En NBA, la faute technique est également sanctionnée d'un lancer franc, mais la possession ne suit pas obligatoirement: on redonne la balle à l'équipe qui en avait la possession quand la faute a été sifflée.
Lorsqu'une faute technique est sifflée à l'encontre d'un joueur qui n'est pas sur le banc, cette faute compte dans le total des fautes d'équipe. Une faute sifflée à l'encontre d'un joueur qui ne joue pas est comptée comme faute de banc et imputée à l’entraîneur. Ce dernier est expulsé s'il a :
- Trois fautes techniques de banc ;
- Deux fautes techniques personnelles de coach ;
- Deux fautes techniques de banc et une personnelle.

Avant le début du match, si le cinq de base n'est pas établi, tous les joueurs sont considérés comme en jeu.
En France les fautes techniques sont sanctionné d'amendes : 25€ pour la première, 50€ la seconde puis 150€ pour la troisième qui fera l'objet d'une disqualification du joueur.
Rasheed Wallace détient le record NBA de fautes techniques en une saison, en 2000-2001 avec 41, soit une moyenne d'une tous les deux matches. Depuis la NBA a durci les sanctions contres ce genre de fautes, avec des amendes (de 2000$ à 5000$) ainsi que des matchs de suspensions (1 match après 13 fautes techniques, puis 1 match toutes les 2 fautes techniques). Actuellement[Quand ?], Dwight Howard et Amar'e Stoudemire font partie des joueurs qui prennent le plus de fautes techniques par saison.
Cependant, lors de la saison régulière 2011/2012, Kendrick Perkins et DeMarcus Cousins ont fini en tête de ce classement, avec 12 fautes techniques chacun. Lors de cette même saison, Doc Rivers et Paul Silas sont les entraîneurs ayant pris le plus de techniques (8 chacun).
De même, la WNBA suspend une joueuse ou un coach sans salaire pour une rencontre après la septième faute technique de la saison régulière. Toutes les deux fautes techniques suivantes, la même sanction s'applique.